# Dezembrada
Guerre de la Triple-Alliance
Dezembrada est le nom donné à la série de batailles remportées par les Alliés (Empire du Brésil, Argentine et Uruguay) lors de la guerre de la Triple-Alliance, qui a eu lieu en décembre 1868, et qui a détruit les dernières unités de l'armée paraguayenne.
La Dezembrada est composée des batailles suivantes :
- Bataille d'Itororó, le 6 décembre ;
- Bataille d'Avaí, le 11 décembre ;
- Bataille de Lomas Valentinas, 21- 27 décembre ;
- Reddition d'Angostura, le 30 décembre.